# Região Metropolitana da Grande São Luís
A Região Metropolitana da Grande São Luís (RMGSL), também conhecida como Grande São Luís, é composta pelos municípios de Alcântara, Axixá, Bacabeira, Cachoeira Grande, Icatu, Morros, Paço do Lumiar, Presidente Juscelino, Raposa, Rosário, Santa Rita, São José de Ribamar, e São Luís, situados no estado brasileiro do Maranhão. Juntos, perfazem uma população de 1.458.836 habitantes (IBGE/2022). 
É situada no arquipélago de ilhas do Golfão Maranhense e porção continental circundante, com mais de 1000 km². Está inserida no Meio-Norte, uma das sub-regiões do Nordeste do Brasil.  
A Grande São Luís possui o quarto maior PIB dentre todas as regiões metropolitanas do Nordeste, atrás apenas do Grande Recife, da Grande Salvador e da Grande Fortaleza, sendo a vigésima primeira dentre as regiões metropolitanas do Brasil. 
A Região Metropolitana de São Luís possui o melhor IDH dentre as regiões metropolitanas do Nordeste, com IDH 0,755. A região também apresenta o melhor acesso à educação dentre as regiões metropolitanas do país, com IDHM Educação de 0,737, seguida por São Paulo (0,723), Distrito Federal e Curitiba, ambas com o índice de 0,701.
A região tem localização portuária estratégica, que representa sete dias a menos até a costa leste americana, em relação aos portos das regiões Sul e Sudeste. O complexo portuário tem conexão com a Ferrovia Norte-Sul, integrando-se aos seus terminais ferroviários e pontos de concentração de carga em Anápolis, Uruaçu, Gurupi, Guaraí, Araguaína, Palmeirândia, Porto Nacional e Açailândia, exportando grãos e celulose por exemplo. Através da Estrada de Ferro Carajás, exporta-se o minério de ferro extraído do Pará. Através da ferrovia São Luís-Teresina, transportam-se combustíveis para a capital piauiense.

## História
São Luís, localizada na ilha de Upaon-Açu, é a única cidade brasileira fundada por franceses, no dia 8 de setembro de 1612.  
Em 1621 quando o Brasil foi dividido em duas unidades administrativas — Estado do Maranhão e Estado do Brasil — São Luís foi a capital da primeira unidade administrativa. 
Na segunda metade do século XVIII, devido à Guerra de Independência, os Estados Unidos interrompem sua produção de algodão e abrem espaço para que o Maranhão passe a fornecer a matéria-prima demandada pela Inglaterra. Em 1755, é fundada a Companhia Geral de Comércio do Grão-Pará e Maranhão e o porto de São Luís ganha enorme movimento de chegada e saída de produtos e se torna uma das regiões economicamente mais fortes da colônia. Com a proibição do uso de escravos indígenas e o aumento das plantações, sobe muito o número de escravos africanos.  
Nesse período, foi construído o Centro Histórico de São Luís, o qual foi declarado patrimônio cultural da humanidade pela UNESCO, no ano de 1997. 
Todavia, após o fim da Guerra Civil dos Estados Unidos da América, quando perdeu espaço na exportação de algodão, o estado entrou em colapso; somente após o final da década de 1960 no século XX, o estado passou a receber incentivos e saiu do isolamento, com ligações férreas e rodoviárias com outras regiões. 

## Municípios
| Município            | Área (km²) | População (2022) | IDH (2010) | Densidade (2022) | PIB (2021) |
| -------------------- | ---------- | ---------------- | ---------- | ---------------- | ---------- |
| Alcântara            | 1168       | 18.466           | 0,600      | 15,81 hab/km²    | 148.797    |
| Axixá                | 160        | 11.790           | 0,641      | 73,48 hab/km²    | 97.443     |
| Bacabeira            | 543        | 16.966           | 0,602      | 31,25 hab/km²    | 599.322    |
| Cachoeira Grande     | 707        | 9.732            | 0,537      | 13,76 hab/km²    | 60.992     |
| Icatu                | 1124       | 24.794           | 0,546      | 22,05 hab/km²    | 178.973    |
| Morros               | 1712       | 18.554           | 0,548      | 10,84 hab/km²    | 149.936    |
| Paço do Lumiar       | 127        | 145.643          | 0,724      | 1.145,06 hab/km² | 1.240.527  |
| Presidente Juscelino | 356        | 11.356           | 0,563      | 31,94 hab/km²    | 84.499     |
| Raposa               | 79         | 30.839           | 0,632      | 389,32 hab/km²   | 286.199    |
| Rosário              | 648        | 38.475           | 0,630      | 59,38 hab/km²    | 443.240    |
| Santa Rita           | 757        | 37.035           | 0,592      | 48,94 hab/km²    | 354.687    |
| São José de Ribamar  | 180        | 244.579          | 0,708      | 1.356,04 hab/km² | 2.293.966  |
| São Luís             | 583        | 1.037.775        | 0,768      | 1.779,87 hab/km² | 36.535.226 |
| Total                | 8144       | 1.646.004        | -          | 202 hab/km²      | 42.473.807 |

## Geografia
O Golfão Maranhense é uma área de terras emersas, cercadas de água, localizado no extremo norte do Maranhão, formado pelas baías de São Marcos e São José separadas pela ilha Upaon-Açu, e inserido na Área de Proteção Ambiental das Reentrâncias Maranhenses. A área é caracterizada pela presença de manguezais estruturados complexamente e macromaré semidiurna com variações médias de 4 m e máxima de 7 m (a segunda maior do Brasil).

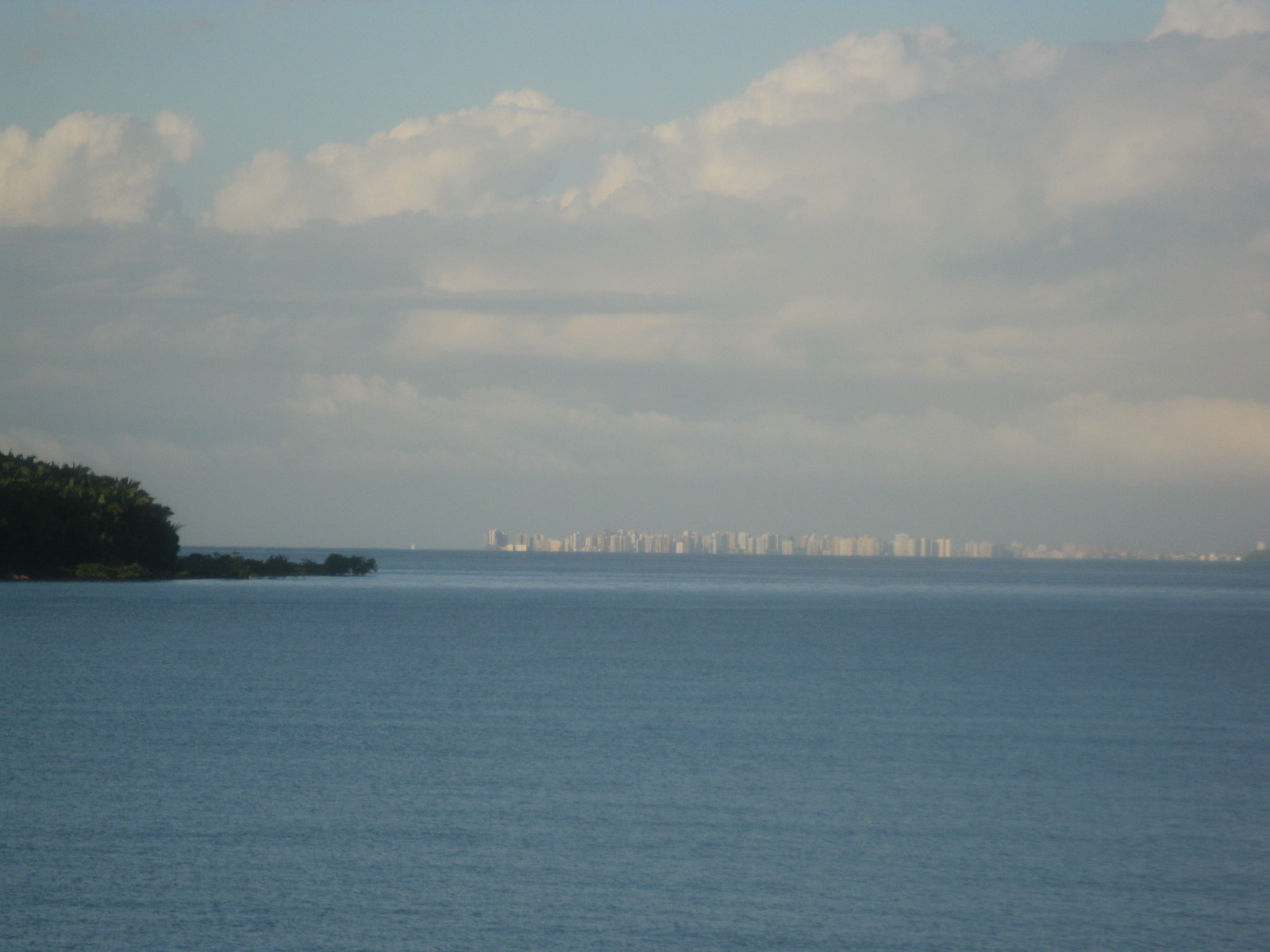
Baía de São Marcos, com a cidade de São Luís ao fundo

O Golfão Maranhense abrange a reentrância delimitada, a oeste, pela ponta do Guajuru, município de Cedral, e a leste, pela ilha de Santaninha, no município de Humberto de Campos, tendo, ao centro, a ilha Upaon-Açu, além das ilhas do Medo, Pequena, Livramento, Caranguejo, Duas Irmãs, Tauá-Redonda, Tauá-Mirim e Ponta Grossa e compreendendo as baías de Cumã, São Marcos, São José e Tubarão.
Na área litorânea do Golfão Maranhense encontram-se características comuns ao Litoral Ocidental e ao Litoral Oriental. As baías de São Marcos e de São José são consideradas as mais importantes do litoral do Maranhão tanto, por serem onde deságuam os maiores rios do estado (Itapecuru, Mearim, Pindaré, Munim dentre outros), quanto pela densidade das atividades humanas e a circulação de riquezas.
O relevo é ondulado com altitude média de 25 metros, o ponto mais elevado ficando na região do aeroporto.
O clima  é tropical semi-úmido sendo fortemente influenciado pelo mar e pela Zona de Convergência Intertropical. Além da vegetação litorânea, composta de manguezais, há pequenas áreas de Floresta Amazônica que resistiram ao processo de urbanização, campos alagados (Campo de Perizes) na região de Bacabeira, e os baixos cursos dos rios Itapecuru (que abastece grande parte da cidade de São Luís), Mearim e Munim.  
Algumas áreas são protegidas por parques ambientais, como: o Parque Estadual da Lagoa da Jansen; o Parque Estadual do Bacanga; o Parque Estadual do Sítio do Rangedor; a Área de Proteção Ambiental do Itapiracó; Área de Proteção Ambiental da Região do Maracanã; APA das Reentrâncias Maranhenses; APA Upaon-Açu-Miritiba-Alto Preguiças; além do Parque do Bom Menino e o Parque da Quinta do Diamante.  

## Gestão administrativa
A Lei Complementar 74/2015 instituiu um Colegiado Metropolitano, com com caráter executivo e deliberativo, composto pelo: governador do estado; secretário de Estado da Casa Civil; secretário de Estado das Cidades e Desenvolvimento Urbano; secretário de Estado de Planejamento, Orçamento e Gestão; secretário de Estado de Assuntos Políticos e Federativos; secretário de Estado da Infraestrutura; secretário de Estado da Saúde; secretário de Estado do Desenvolvimento Social; secretário de Estado do Meio Ambiente e de Recursos Naturais; secretário de Estado do Turismo; secretário de Estado do Trabalho e da Economia Solidária; secretário de Estado de Indústria e Comércio; secretário de Estado da Educação; bem como os prefeitos de Alcântara, Axixá, Bacabeira, Cachoeira Grande, Icatu,  Morros, Paço do Lumiar, Presidente Juscelino, Raposa, Rosário, de Santa Rita, São José de Ribamar e São Luís.
O assessoramento técnico ao Colegiado Metropolitano é realizado pela Agência Executiva Metropolitana da Grande São Luís.
Também foi estabelecido o Conselho Participativo da Região Metropolitana da Grande São Luís, composto pelo presidente da Agência Executiva Metropolitana da Grande São Luís, um representante de cada município da  Região Metropolitana, além de representantes de movimentos populares, entidades sindicais e empresariais, conselhos profissionais, instituições universitárias, empresas concessionárias de serviços públicos e dos Conselhos das Cidades dos municípios.

## Economia

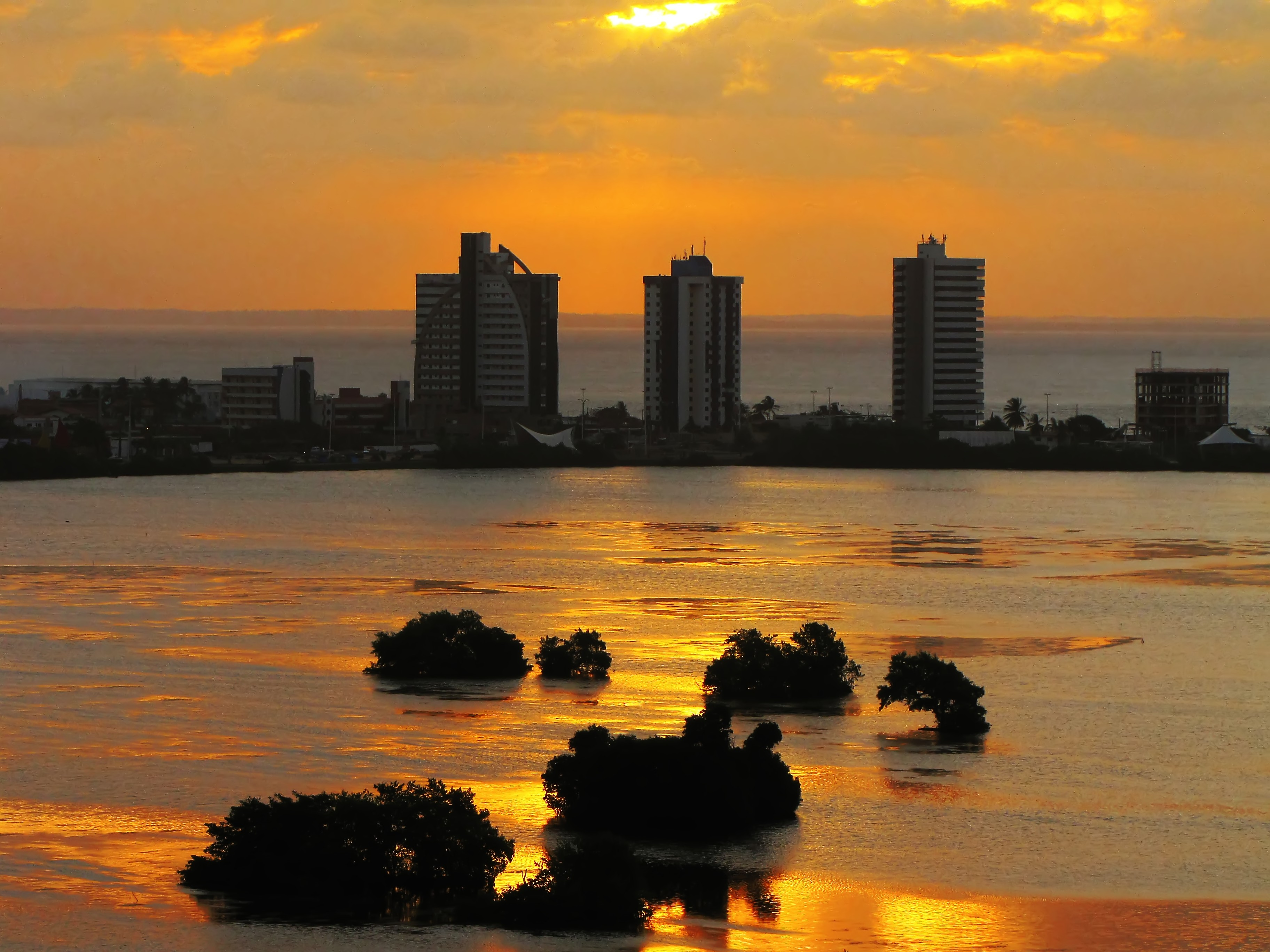
Lagoa da Jansen, em São Luís.

A economia é diversificada. A capital, São Luís, concentram sozinha em torno de 94% do PIB da Região Metropolitana, pois os setores indústrias e econômicos estão concentrados nela, deixando os outros municípios dependentes. 
Destacam-se a grande usina de alumina (Alumar), segunda maior do país, a usina de peletização de ferro (Vale S.A.) e o complexo portuário da ilha, formado pelo Porto do Itaqui, o Terminal Marítimo de Ponta da Madeira e Porto da Alumar. O Porto do Itaqui é considerado o porto natural mais profundo do mundo, com profundidade de 23 metros e autorizando navios com calado de até 22,3 metros. 
Somados, os três portos maranhenses movimentaram, entre janeiro e novembro de 2017, 185,074 milhões de toneladas. Conforme o Anuário da Antaq, o Terminal da Vale S.A. é o campeão nacional em movimentação de cargas. O Porto do Itaqui é o 11º no ranking geral, e o Porto da Alumar, é o 10º entre os portos privados. Há um projeto de instalação de mais um porto, o Porto São Luís. 
Também tem destaque a indústria alimentícia, o turismo e o setor de serviços. 
O turismo envolve o Centro Histórico de São Luís, as manifestações culturais como a culinária, o bumba-meu-boi, o cacuriá e tambor de criola no São João, o Centro Histórico de Alcântara, o turismo religioso em São José de Ribamar e as diversas praias da região. 

Nos demais municípios, destacam-se atividades primárias como agricultura, pesca, extrativismo vegetal e exploração mineral. 

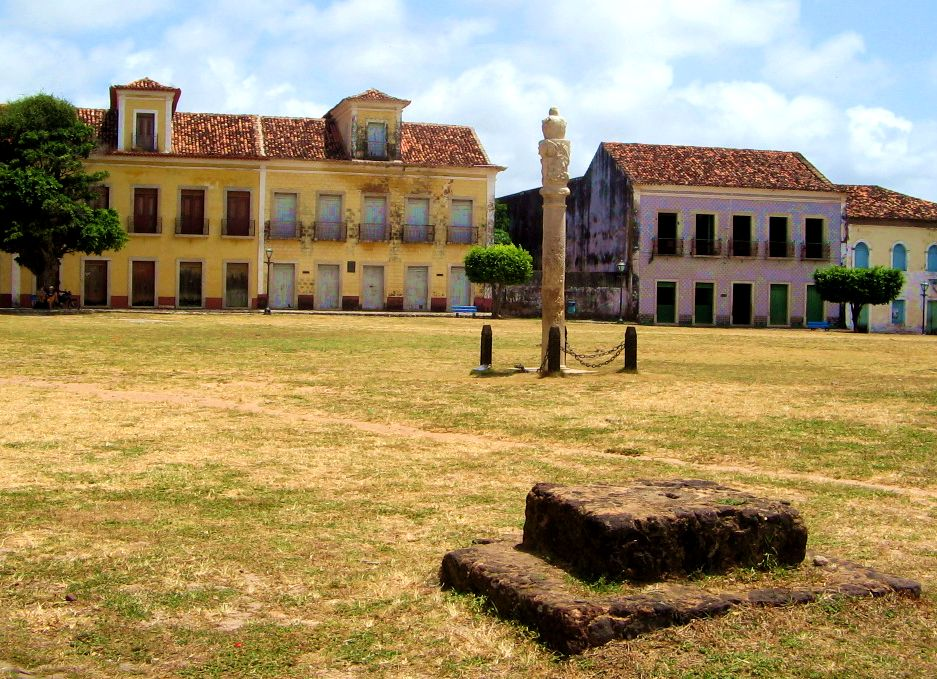
Alcântara- MA

O acesso ao município de Alcântara se dá principalmente por ferry boats e balsas. O sistema de ferry boats e balsas funciona diariamente, já que o transporte via rodovias é muito mais demorado, e os moradores de lá dependem dele para chegar à ilha de Upaon-açu. As viagens pelos ferry-boats, veículos maiores e mais modernos, começaram a ser feitas em 1988. A travessia tem aproximadamente 20 quilômetros, que são percorridos em pouco mais de 2 horas. 
Em Alcântara há o Centro de Lançamento de Alcântara (CLA), do qual são lançados os veículos lançadores de satélites no âmbito da Missão espacial completa brasileira. Na América Latina, o CLA é o único concorrente do Centro Espacial da Guiana situado na Guiana Francesa.  

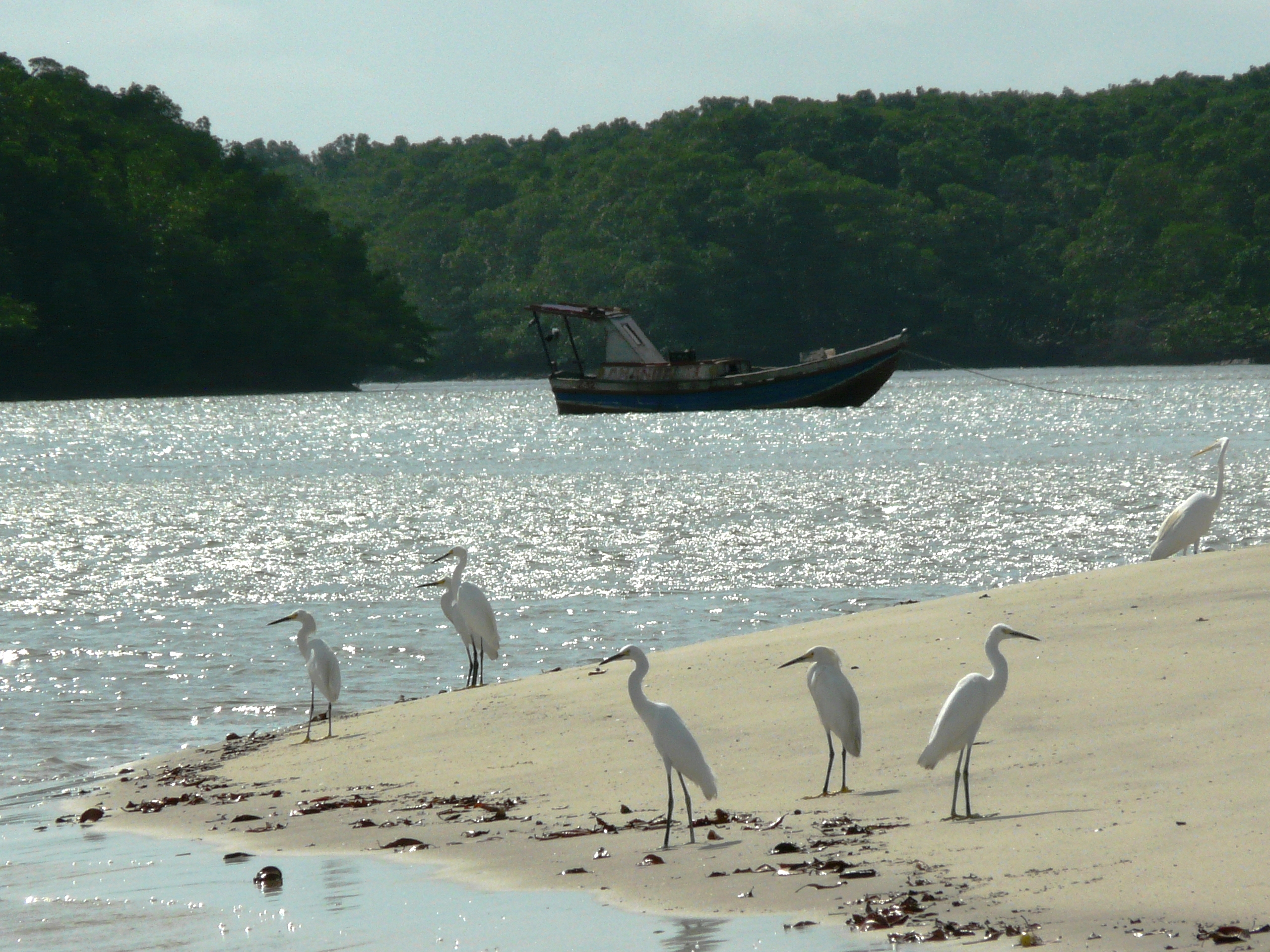
Praia em São José de Ribamar

Os municípios de Bacabeira, Santa Rita e Rosário foram incorporados, recentemente, na região metropolitana. Esse fato ocorreu depois do início da construção da Refinaria Premium I em Bacabeira, que permitiu a integração maior destes municípios com a ilha de São Luís. Entretanto, as obras foram canceladas em razão da crise da Petrobrás.
Além disso, a expansão e crescimento das cidades tem levado a uma conurbação, aproximando esses municípios da ilha. Por estarem localizados fora da ilha, o acesso à São Luís, se dá, por meio de uma única rodovia, a BR-135.
A região exerce influência sobre todo estado e nos vizinhos Piauí, Ceará, Pará e Tocantins. Os municípios do entorno começam a se integrar ampliando o colar metropolitano.

## Educação
As principais instituições de ensino sediadas na Região Metropolitana de São Luís são: a Universidade Federal do Maranhão, a Universidade Estadual do Maranhão, o Instituto Estadual de Educação, Ciência e Tecnologia do Maranhão e o Instituto Federal do Maranhão, além de importantes instituições particulares de ensino superior, como o Centro Universitário do Maranhão, a Faculdade São Luís a Faculdade Atenas Maranhense (FAMA), a Faculdade Santa Terezinha (CEST), a Faculdade do Maranhão (FACAM), o Instituto de Estudos Superiores do Maranhão (IESEMA), a Universidade Vale do Acaraú (UVA-IDEM), o Centro Universitário UNISEB COC e a Fundação Getúlio Vargas (FGV).

## Infraestrutura
O acesso à ilha de Upaon-açu se faz pela BR-135, onde há uma ponte para veículos (Ponte Marcelino Machado) sobre o Estreito dos Mosquitos. Houve a construção de um viaduto em Bacabeira (Km 51 da BR-135), permitindo o acesso à cidade de Rosário, no seu entroncamento com a BR-402, porta de entrada para Barreirinhas e os Lençóis Maranhenses. 
A infraestrutura da ilha conta com o Terminal Rodoviário de São Luís, estação ferroviária (com transporte de passageiros entre São Luís e Parauapebas, no Pará, pela EFC), e os terminais para barcos de passageiros, em São Luís e em São José de Ribamar.
A região está ligada ao interior do estado e ao estado do Piauí pela ferrovia São Luís-Teresina. Os estados vizinhos Pará e Tocantins são ligados por meio da ferrovia Estrada de Ferro Carajás e Ferrovia Norte-Sul, sendo que esta última conecta a cidade a Região Centro-Oeste o que facilita e barateia a escoação agrícola vinda do interior do país para o Porto do Itaqui. Por via ferroviária, há a Ponte Metálica Benedito Leite, pertencente à Ferrovia São Luís-Teresina, da FTL, e as duas pontes pertencentes à ferrovia Carajás, da Vale S.A.. Também há o serviço marítimo de balsas e barcos, realizando a Travessia São Luís-Alcântara.
A região conta com o Aeroporto Internacional Marechal Cunha Machado, com capacidade de atender 5.900.000 passageiros por ano.

### Porto do Itaqui

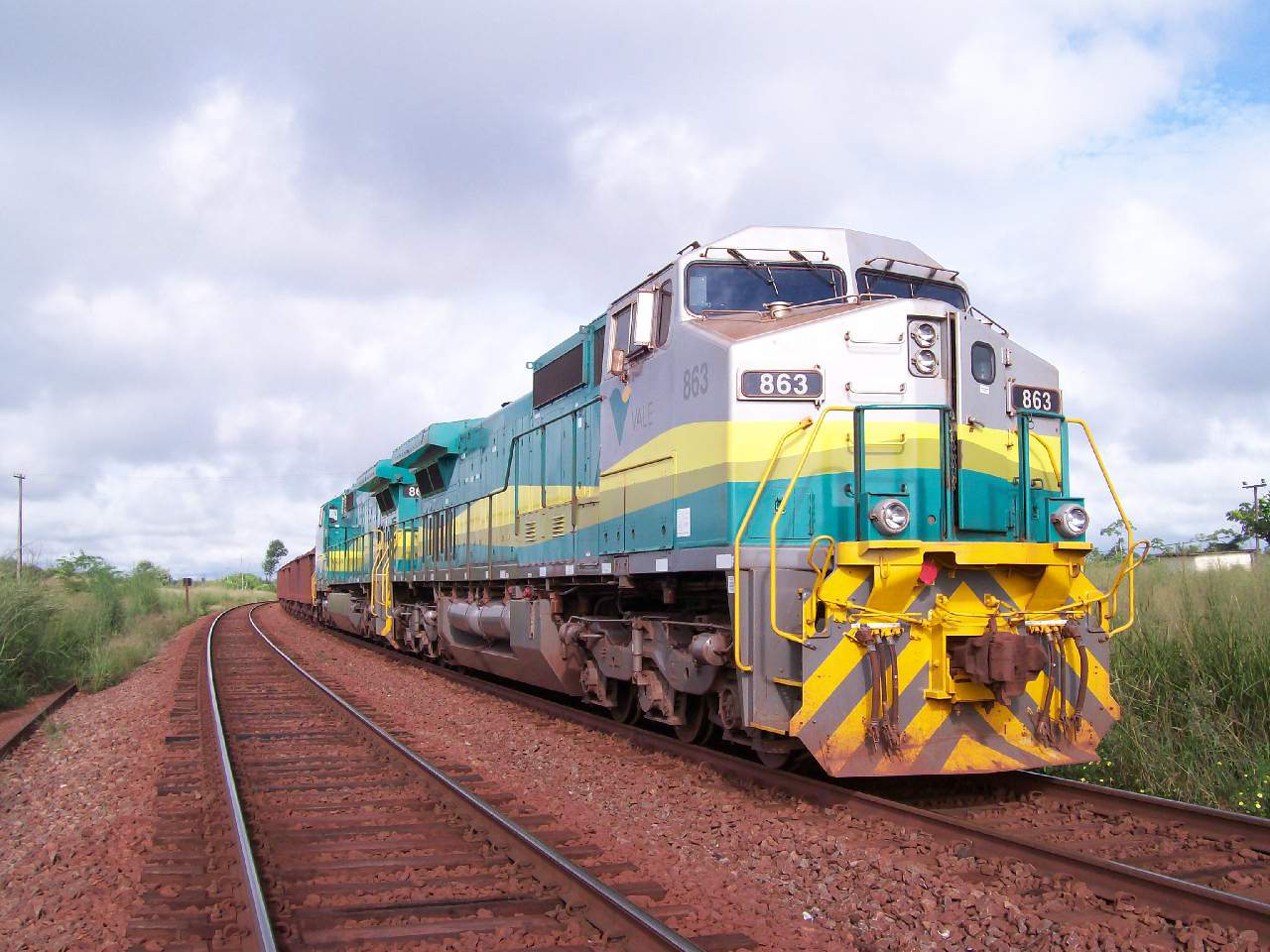
Trem da Estrada de Ferro Carajás, com destino a São Luís

O Porto do Itaqui movimenta anualmente milhões de toneladas de carga, sendo um importante corredor logístico para o Centro-Oeste do país, sendo o principal porto do Arco Norte em exportação de soja. Entre os principais produtos movimentados no ano de 2020 estão: a soja (8.643.348 de toneladas), milho (3.411.716 de toneladas), fertilizantes (2.646.230 t), cobre (193.159 t), carvão (554.137 t), ferro-gusa (454.118 t) clinquer (193.159 t), manganês (161.034  t), arroz (55.747 t), granéis líquidos (6.338.907 t), soda cáustica (58.872  t), etanol (65.281 t) e GLP (184.311 t), totalizando uma movimentação anual de 25.337.152 de toneladas.
O Terminal de Grãos do Porto do Itaqui (TEGRAM) recebeu, em média, 26 mil toneladas de grãos (soja e milho) por dia, no ano de 2016, recebidos, principalmente por via ferroviária, do sul do Maranhão, Tocantins, Mato Grosso e Goiás.
O Porto do Itaqui exportou 1,184 milhões de toneladas de papel e celulose de janeiro a outubro de 2017, produzidos pela unidade da Suzano Papel e Celulose em Imperatriz (MA), trazidos pela Ferrovia Norte Sul e Ferrovia Carajás.
O Porto do Itaqui foi responsável por 54,2% da gasolina e 49,8% do diesel importados no Brasil no ano de 2012.
Em 2015, 1,2 bilhões de litros de combustível circularam pela EFC do Porto do Itaqui, em São Luís (MA), com destino à Marabá (PA), Açailândia (MA), e Palmas (TO).
A Ferrovia São Luís-Teresina também transporta combustível com destino ao Piauí.  
Na região do porto, foi construída a Usina Termelétrica Porto do Itaqui, movida a carvão natural, com potência instalada de 360 MW.  

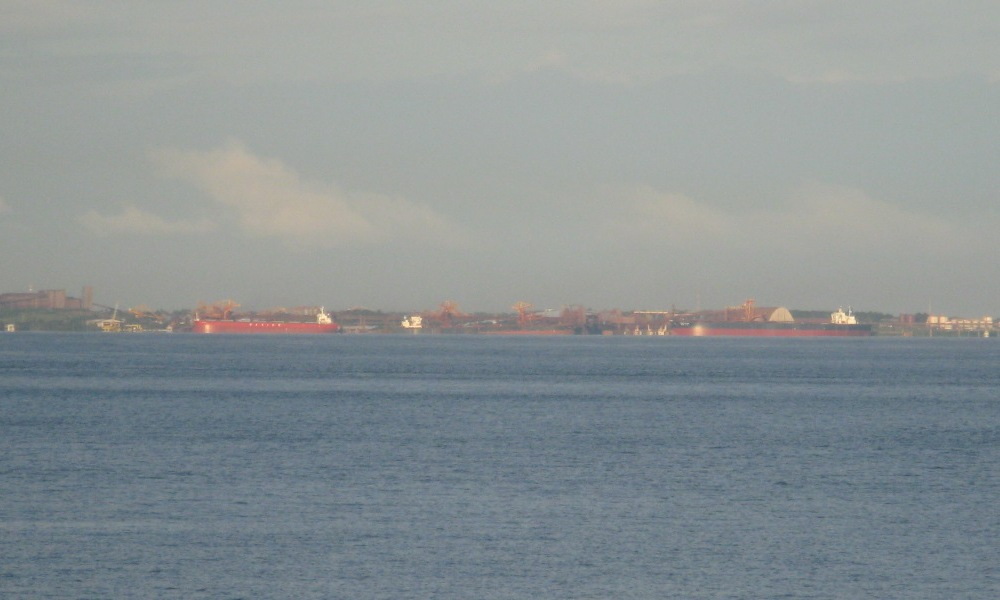
Terminal da Ponta da Madeira

### Terminal Marítimo de Ponta da Madeira
O Terminal Marítimo de Ponta da Madeira é pertencente à Vale S.A., adjacente ao Porto do Itaqui, e próximo à cidade de São Luís e defronte à Baía de São Marcos, no Maranhão, nordeste do Brasil. Destina-se principalmente à exportação de minério de ferro trazido do projeto Serra dos Carajás, no Pará.
Entre janeiro e novembro de 2017, foram transportados 153,466 milhões de toneladas e é o campeão nacional em movimentação de cargas.

### Porto da Alumar
O Porto da Alumar, é situado na confluência do Estreito dos Coqueiros com o Rio dos Cachorros e tem capacidade para operar navios com até 59 mil toneladas de carga. É via de entrada de matérias-primas como soda cáustica, carvão e bauxita. Também é pelo terminal portuário que é escoada a alumina vendida para os mercados interno e externo.
Em 2020, o Porto da Alumar movimentou 15,3 milhões de toneladas.

## Urbanização

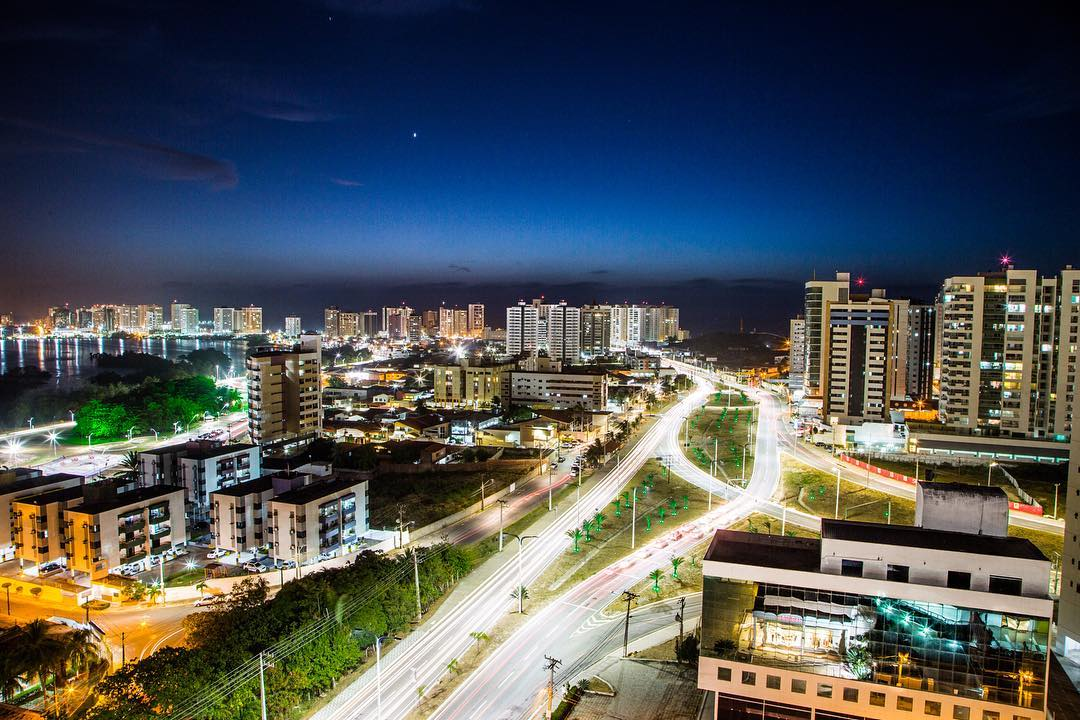
Visão noturna do bairro Ponta do Farol, em São Luís

A população está distribuída de maneira muito esparsa, havendo extensas áreas livres nas zonais rurais dos municípios da ilha. As maiores concentrações urbanas correspondem ao núcleo central de São Luís, aos bairros da Cohab e Cohatrac, Maiobão, eixo São Francisco-Renascença, Cidade Operária, e bairros do Eixo Itaqui-Bacanga, com várias povoações esparsas e praticamente isoladas, na zona rural. 
O sistema de transporte urbano faz-se por ônibus e serviços alternativos de vans. Atualmente vem passando por um processo de modernização com a integração das diferentes regiões da cidade por terminais urbanos de ônibus.

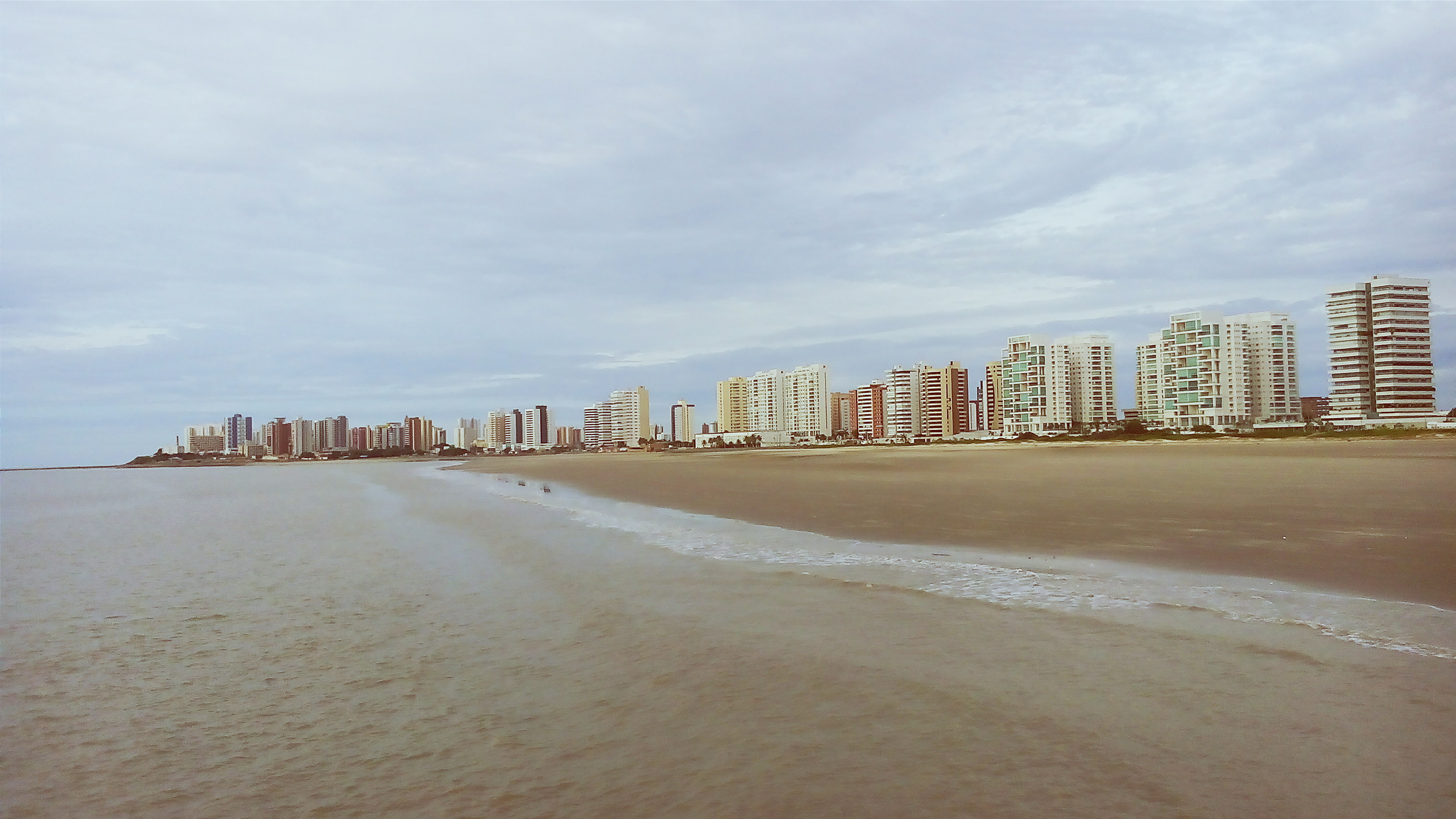
Praia da Ponta D'Areia

Dois rios dividem a ilha quase em duas, são o Anil e o Bacanga. Na região compreendida entre ambos, está o núcleo inicial de povoação da região; a norte e oeste do rio Anil ficam os bairros mais modernos e bem equipados da cidade; ao sul do Bacanga, está o Distrito Industrial da ilha e o complexo portuário.
Nas Zonas Centro e Oeste da ilha, estão os grandes bairros populares, quase sempre conjuntos habitacionais, construídos até meados da década de oitenta. No extremo leste, a ocupação é esparsa, são áreas de praias desertas e manguezais fechados. No lado norte da ilha, ficam os bairros mais prósperos, as praias mais frequentadas e melhor infraestrutura.
As avenidas Litorânea e dos Holandeses ligam os bairros da Zona Norte entre si, até onde fica o município de Raposa. A avenida Jerônimo de Albuquerque formou um eixo de expansão para onde foi levado o desenvolvimento urbano da cidade, ligando a área do São Francisco-Renascença à Cohab. Em suas margens, surgiram vários bairros residenciais e estabelecimentos comerciais, por exemplo o bairro do Vinhais.

Os outros dois eixos importantes são os formados pela: avenida dos Guajajaras ligando a Zona sul à Zona Oeste; a Via Expressa (via de trânsito rápido ligando o Jaracaty ao Maranhão Novo); e a estrada de Ribamar (MA-201), estrada da Maioba (MA-202) e estrada da Raposa (MA-203), que ligam o centro da ilha aos bairros da região norte e às sedes dos municípios de São José de Ribamar, Paço do Lumiar e Raposa. Este último tem como atividades principais de subsistência a pesca e a produção de rendas, ambas realizadas de forma artesanal. O rio Paciência banha os 4 municípios da ilha, desaguando na baía de Curupu.  

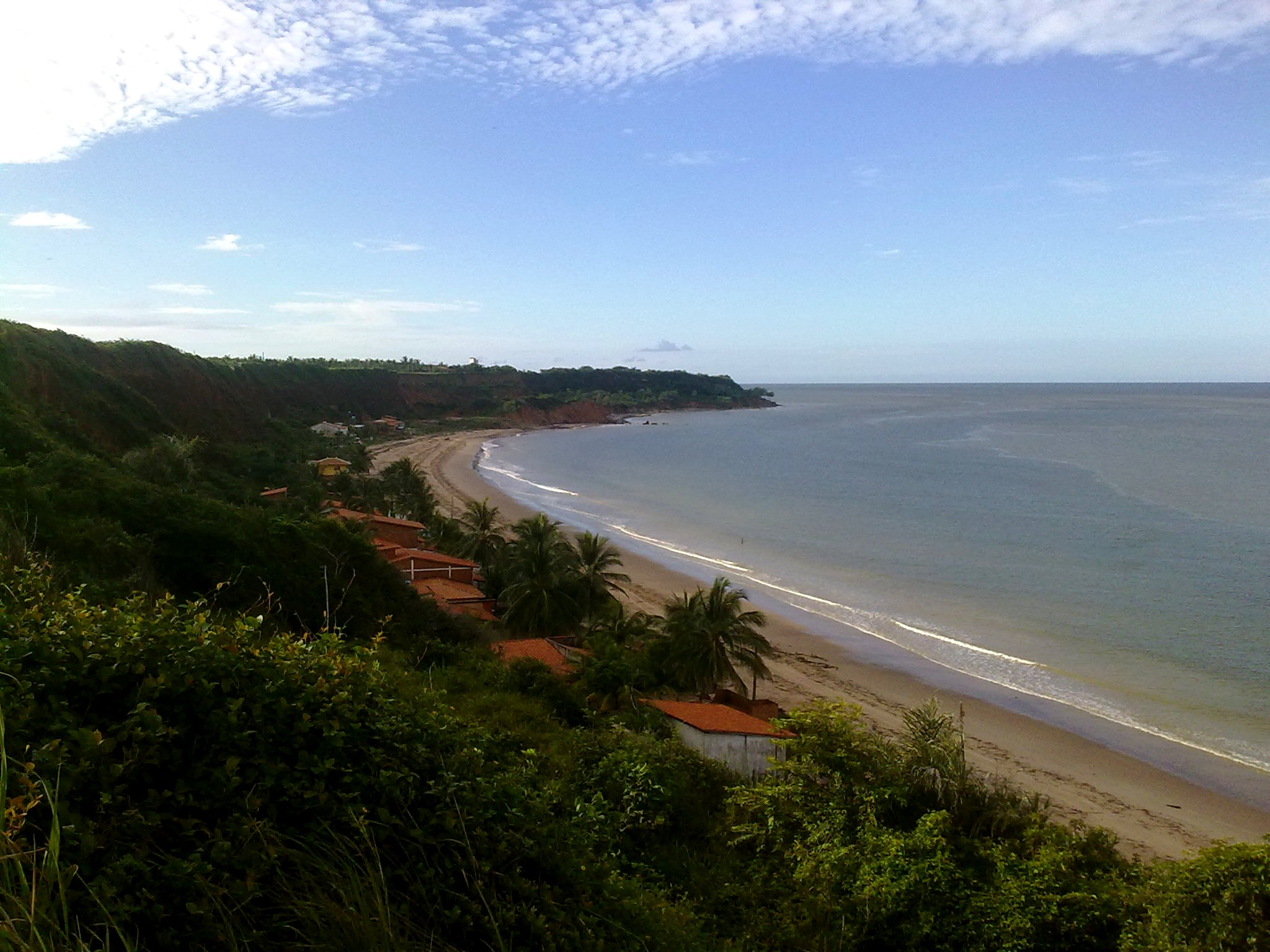
Praia de Ponta Verde, em São José de Ribamar
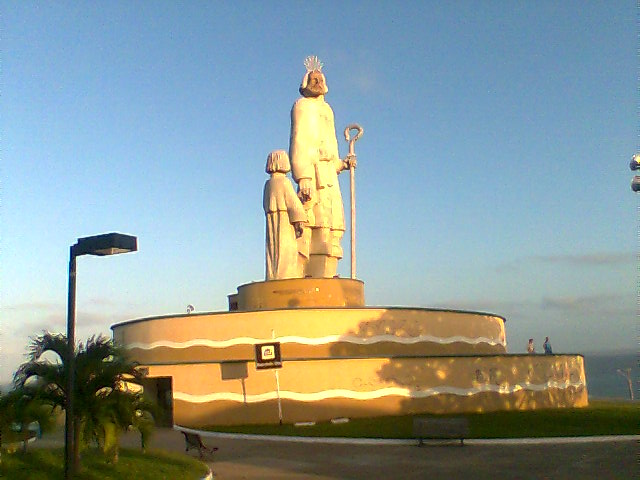
Monumento de São José de Ribamar
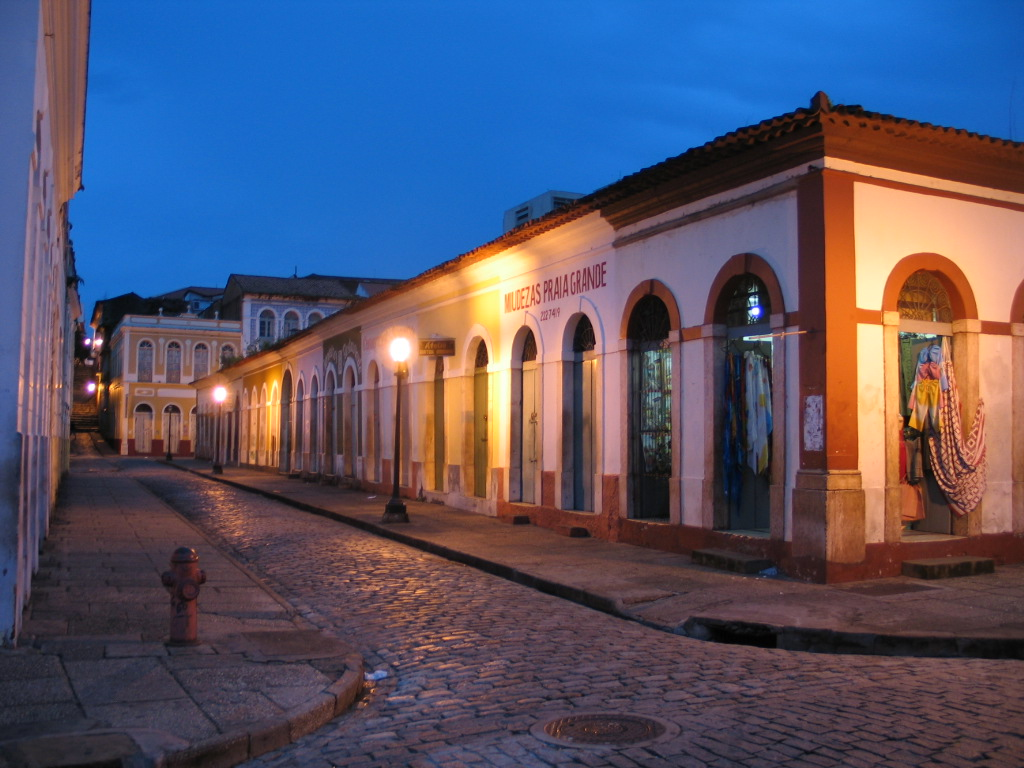
Centro Histórico de São Luís
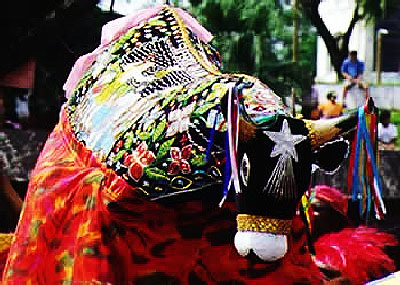
Bumba-meu-boi, elemento central do São João da região
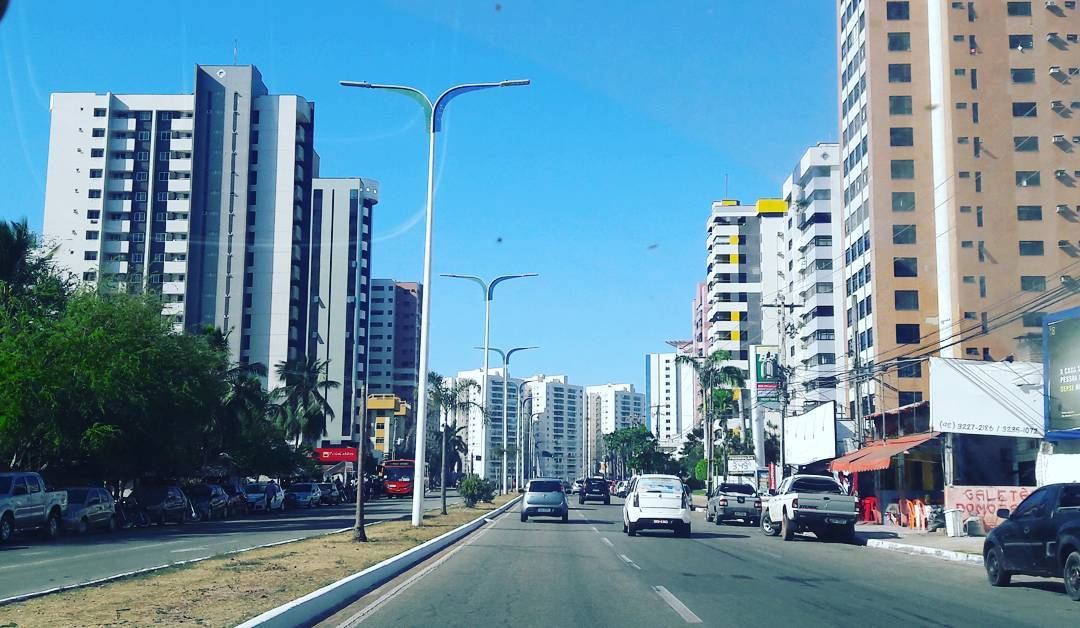
Bairro Renascença, em São Luís
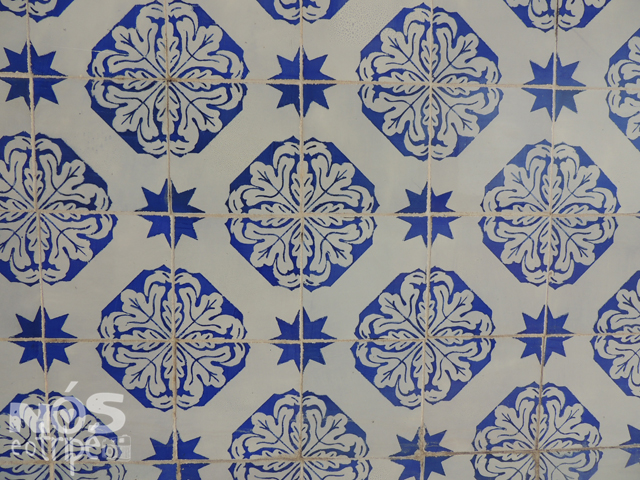
Azulejos históricos, símbolo de São Luís
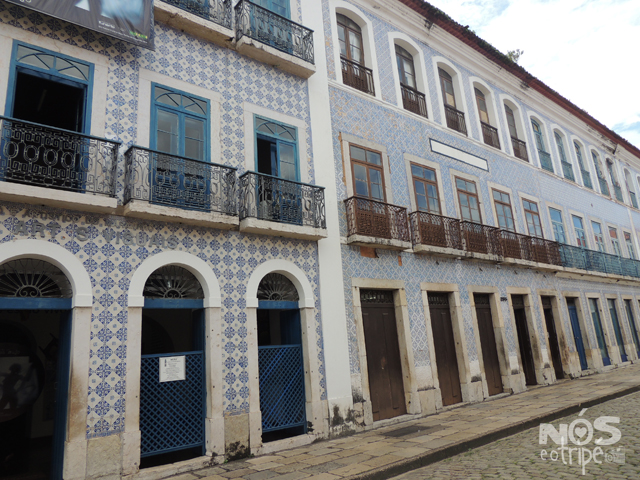
Centro Histórico de São Luís
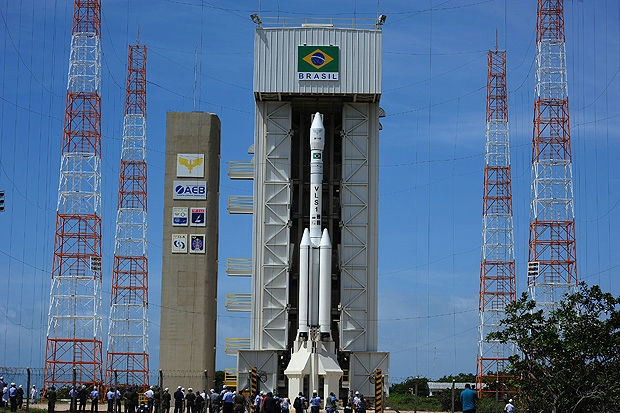
Centro de Lançamento de Alcântara